# 五雑組
『五雑組』（ござっそ、五雜組、拼音: Wǔzázǔ）は、時に『五雑俎』（五雜俎）とも表記される、明の長楽出身の謝肇淛（しゃ ちょうせい）が撰した著作（随筆）で、全16巻。
『五雑組』原題は、各種の色彩をとって布を織るという意味である。後に唐の段成式の著作『酉陽雑俎』から引いて、『五雑俎』とされた。五雑俎とは、古楽府の名であり、詞に「五雜俎，岡頭草。往復還，車馬道。不獲已，人將老」とある。また、厳羽の『滄浪詩話』詩体には、「論雜體，則有風人、藁砧、五雜俎」とある。
『五雑組』の構成は以下の通りである。
天部2巻、地部2巻、人部4巻、物部4巻、事部4巻。
記録の多くは、作者自身の読書の心得であり、他に国事や歴史の考証も含まれている。李維楨の序文がつけられた。万暦44年（1616年）に潘膺祉の如韋館で刻本されている。謝肇淛は遼東の女真が後日に明朝の災いになるであろうことを記したために、清代になって軍機処によって破棄され、閲覧することができなくなった。20世紀初頭に中華民国となって、復刻されている。
近世日本には中国で禁書とされる前に舶来し、寛文元年（1661年）には和刻本が公刊され、広く親しまれ高い評価を得ていた。一例に『和漢三才図絵』でも、『五雑組』の引用は九十条に及ぶという。